# Saint-Péray
Saint-Péray település Franciaországban, Ardèche megyében. Lakosainak száma 7591 fő (2022. január 1.). Saint-Péray Alboussière, Champis, Cornas, Guilherand-Granges, Saint-Romain-de-Lerps, Toulaud és Bourg-lès-Valence községekkel határos.

## Népesség
A település népessége az elmúlt években az alábbi módon változott:
| Lakosok száma | 3592 | 5196 | 5886 | 7091 | 7417 | 7572 | 7692 | 7580 | 7538 | 7591 |
|               | 1968 | 1982 | 1990 | 2006 | 2013 | 2015 | 2017 | 2019 | 2020 | 2022 |